# Neoeucirrhichthys maydelli
Neoeucirrhichthys maydelli is een straalvinnige vissensoort uit de familie van de modderkruipers (Cobitidae). De wetenschappelijke naam van de soort is voor het eerst geldig gepubliceerd in 1968 door Bănărescuu & Nalbant.